# College of Art & Design
Pour les articles homonymes, voir CAD.
Le College of Art & Design (CAD), statutairement dénommée College of Advertising and Design jusqu'en 2019, est une école supérieure privée de design située à Bruxelles, en Belgique. Fondé en 1961, le CAD dispense un enseignement de type anglo-saxon dans les domaines de l’architecture d’intérieur, du design, de la  communication, du design graphique, du design digital, du UX design, du motion design et de l’image 3D. 
Le CAD est une association sans but lucratif privée dont les formations et diplômes ne sont pas reconnus par les Communautés de Belgique. Elle agit pour le compte d'une société commerciale, la SCRL Centre des Arts décoratifs.  

## La Pédagogie du CAD
Cette section ne s'appuie pas, ou pas assez, sur des sources secondaires ou tertiaires indépendantes du sujet.

Pour l'améliorer, ajoutez-en, ou placez des modèles {{Source secondaire souhaitée}} ou {{Source secondaire nécessaire}} sur les passages mal sourcés. (janvier 2023)
Fondée en 1961, le CAD est l'une des écoles d'Europe continentale à dispenser un enseignement de type anglo-saxon c’est-à-dire essentiellement basé sur la pratique. Il n’y a presque pas de cours théoriques. Les étudiants sont encadrés uniquement par des grands professionnels en activité dans leur secteur. Les étudiants réalisent des exercices proches de ceux qu’ils rencontreront dans leur future vie professionnelle. Les professeurs travaillent avec l’étudiant sur la base de son idée de départ.

## CAD, école internationale
Il y a 24 nationalités parmi les étudiants du CAD. Les cours sont donnés en anglais. L’objectif du CAD est que ses diplômés soient bilingues et puissent exercer leur futur métier partout dans le monde.